# Rue Abel-Hovelacque
Pour les articles homonymes, voir Hovelacque.
La rue Abel-Hovelacque est une voie du 13e arrondissement de Paris située dans le quartier Croulebarbe.

## Situation et accès
La rue Abel-Hovelacque débute au 62, avenue des Gobelins et se termine 16-18, boulevard Auguste-Blanqui.
Elle est desservie par les lignes 5, 6 et 7 à la station Place d'Italie et 6 à la station Corvisart.

## Origine du nom

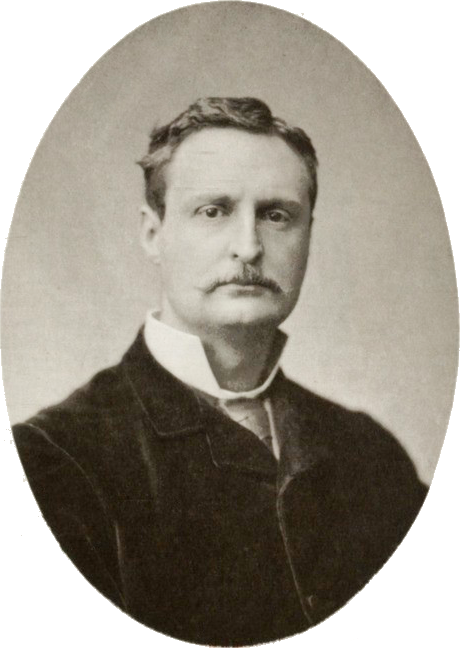
Abel Hovelacque.

Elle porte depuis 1899 le nom d'Abel Hovelacque (1843-1896), linguiste et anthropologue français qui fut député du 13e arrondissement et président du conseil municipal de Paris.

## Historique

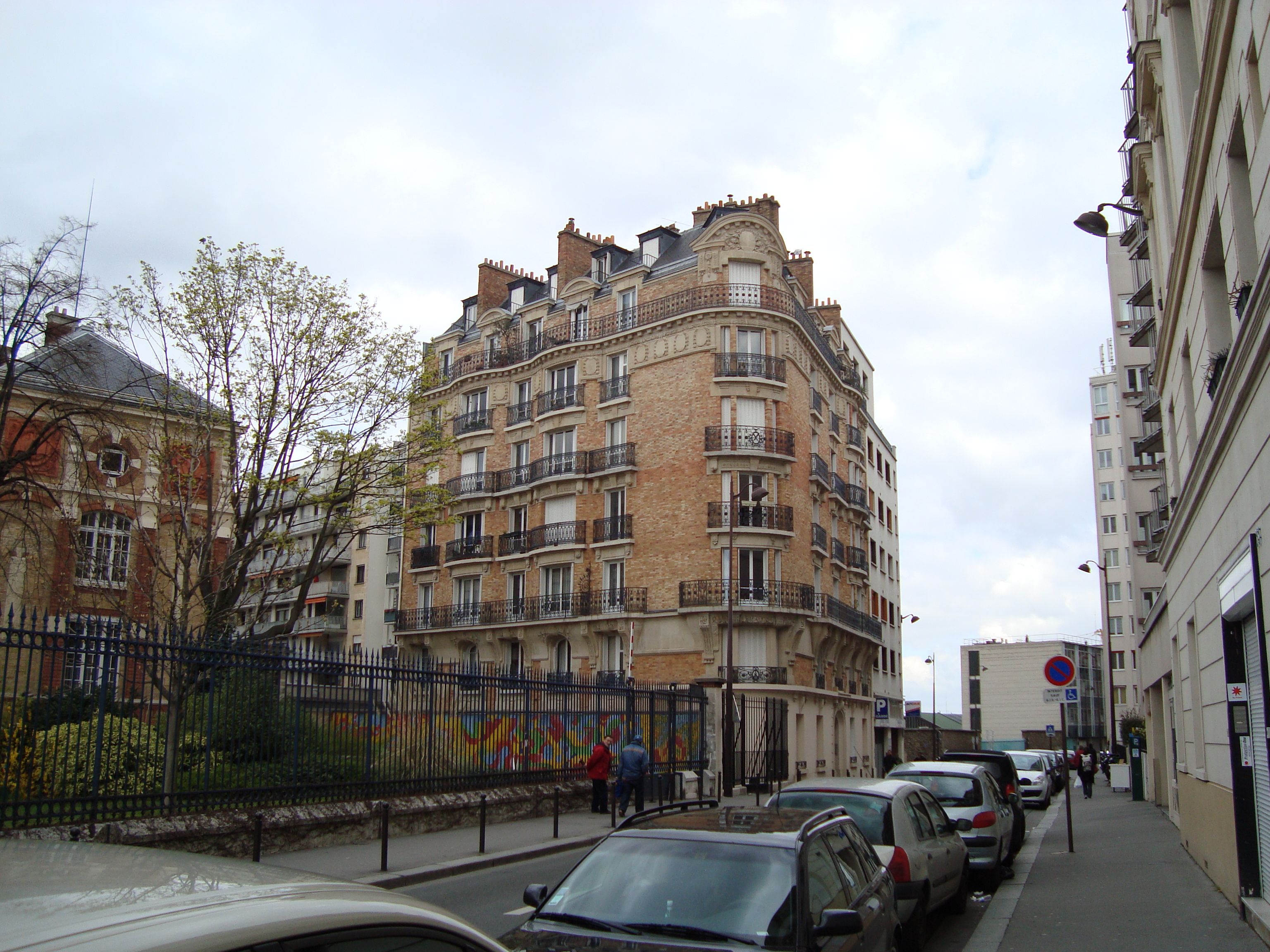
Immeuble 1900 à l'angle de la rue des Reculettes.

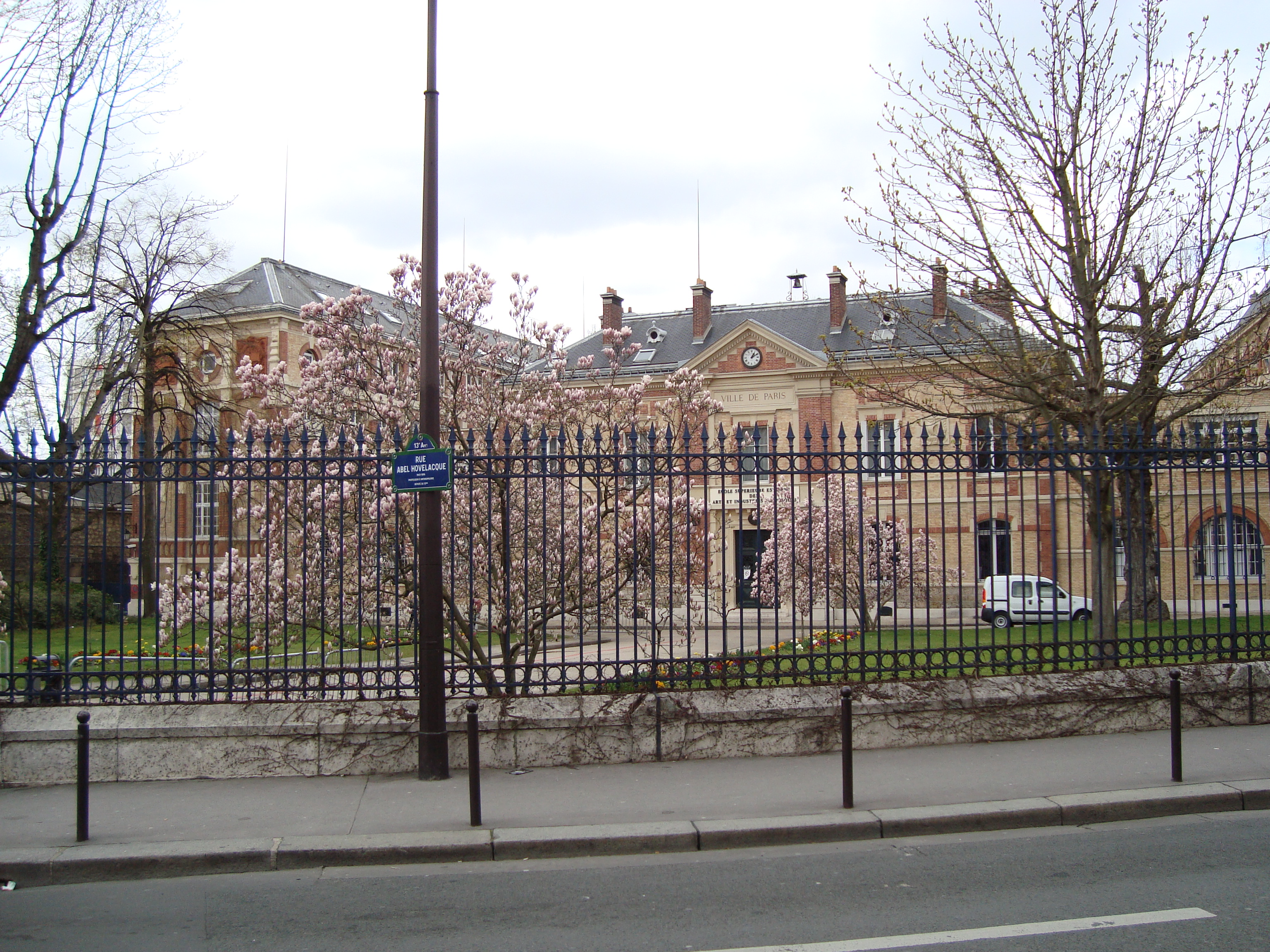
L'École Estienne.

Cette voie est indiquée sur le plan de Jaillot, qui ne lui donne pas de dénomination puis sur le plan de Jouvin de Rochefort de 1672 ainsi que sur le plan de Verniquet de 1789, sous le nom de « chemin allant à Gentilly » et « rue du chemin de Gentilly » puis sous celui de « rue du Petit-Gentilly » car elle se dirige effectivement vers le village de Gentilly. 
Devenue « rue de Gentilly-Saint-Marcel » le 14 septembre 1829 elle devient plus simplement « rue de Gentilly ». Une ordonnance royale du 2 décembre 1829 porte sa largeur à 12 m12 m. 
Elle prend sa dénomination actuelle le 2 août 1899.

## Bâtiments remarquables et lieux de mémoire
- L'école Estienne.